# Amanita spissa
Amanita spissa (Fr.) P. Kumm., Führer Pilzk.: 114 (1871).
Amanita spissa è un fungo basidiomicete appartenente alla famiglia Amanitaceae.

## Descrizione della specie

### Cappello
6–12 cm di diametro, prima emisferico, poi convesso e infine appianato, carnoso, glabro, leggermente vischioso con tempo umido
cuticolaricoperta da verruche bianche o bianco-grigiastre, talvolta assenti, disposte disordinatamente
marginenon striato, spesso appendicolato, di colore grigiastro uniforme.

### Lamelle
Bianche, fitte, sottili, attenuate al gambo o decorrenti con un dente, intercalate da lamellule.

### Gambo
10-16 x 1,4-3,5 cm, biancastro, grosso, attenuato all'apice, striato sopra l'anello, squamoso, terminante in un bulbo napiforme con cercini concentrici di scagliette, prima pieno poi bambagioso.

### Anello
Biancastro, ampio, consistente, striato nella pagina superiore, situato nella zona mediana o sopramediana del gambo.

### Volva
Biancastra, friabile, frammentata in placche irregolari e poco distinguibile dal bulbo basale radicante del gambo.

### Carne
Bianca immutabile, consistente.
- Odore: insignificante, leggermente sgradevole.
- Sapore: dolce.

## Microscopia
Sporebianche in massa, ellissoidali o subovoidali, 8,4-9 x 5,5-7,2 µm, amiloidi, ialine.
basiditetrasporici, clavati 50-55 x 9-10 µm

## Habitat
L'Amanita spissa cresce nei boschi di latifoglie e di conifere, in estate-autunno.

## Commestibilità
Fortemente sconsigliato in quanto può essere consumato dopo cottura, ma ha un gusto poco gradevole ed inoltre è facilmente confondibile con la velenosissima Amanita pantherina.

## Sinonimi e binomi obsoleti
- Agaricus excelsus Fr., Systema mycologicum (Lundae) 1: 17 (1821)
- Agaricus spissus Fr., Epicrisis systematis mycologici (Uppsala): 9 (1838)
- Agaricus validus Fr., Epicrisis systematis mycologici (Uppsala): 7 (1838) [1836]
- Amanita ampla Pers., Synopsis Methodica Fungorum (Göttingen): 255 (1801)
- Amanita cariosa Fr., Epicrisis systematis mycologici (Uppsala): 8 (1838)
- Amanita excelsa (Fr.) P. Kumm., Führer Pilzk.: 138 (1871)
- Amanita excelsa var. valida (Fr.) Wasser, Flora Gribov Ukrainy, Bazidiomitsety. Amanital'nye Griby (Kiev): 134 (1992)
- Amanita spissa var. ampla (Pers.) Veselý, Annales Mycologici 31(4): 268 (1933)
- Amanita spissa var. cariosa (Fr.) Veselý, Annales Mycologici 31(4): 269 (1933)
- Amanita spissa var. cariosa (Fr.) Cetto, Enzyklopädie der Pilze, Band 2: Schnecklinge, Trichterlinge, Ritterlinge, Rötlinge, Wulstlinge u.a. (München): 685 (1987)
- Amanita spissa var. excelsa (Fr.) Dörfelt & I.L. Roth, Schriftenreihe Vogtlandmuseum Plauen 49: 24 (1982)
- Amanita spissa var. valida (Fr.) E.-J. Gilbert, Le Genre Amanita Persoon (Lons-le-Saunier): 112 (1918)
- Venenarius excelsus (Fr.) Murrill, Lloydia 11: 101 (1948)

## Specie simili
- Amanita pantherina, da cui si distingue per le verruche grigiastre, per la diversa forma della volva,  per il margine liscio del cappello e per le spore amiloidi.
- Amanita franchetii che ha sul cappello verruche giallastre, è più scura ed ha una taglia meno robusta.

## Etimologia
Il nome deriva dal latino spissus, spesso, massiccio, per via della taglia.